# Per-Isaksaträsket
Per-Isaksaträsket är en sjö i Skellefteå kommun i Västerbotten och ingår i Bureälvens huvudavrinningsområde. Sjön har en area på 0,299 kvadratkilometer och ligger 232,3 meter över havet.

## Delavrinningsområde
Per-Isaksaträsket ingår i det delavrinningsområde (717675-171689) som SMHI kallar för Mynnar i Tvärån. Medelhöjden är 267 meter över havet och ytan är 5,14 kvadratkilometer. Det finns inga avrinningsområden uppströms utan avrinningsområdet är högsta punkten. Vattendraget som avvattnar avrinningsområdet har biflödesordning 3, vilket innebär att vattnet flödar genom totalt 3 vattendrag innan det når havet efter 91 kilometer. Avrinningsområdet består mestadels av skog (84 procent). Avrinningsområdet har 0,3 kvadratkilometer vattenytor vilket ger det en sjöprocent på 5,8 procent.